# Zákonný zástupce
Zákonným zástupcem je osoba oprávněná právně jednat jménem a na účet jiné osoby, přičemž toto její oprávnění na rozdíl od jiných druhů zastoupení vzniká přímo ze zákona. Na základě určitého zákonného ustanovení může zastupovat, stejně jako být zastoupena jak fyzická, tak právnická osoba, nejtypičtějším příkladem je ale především zákonné zastoupení nezletilých dětí jejich rodiči. Zákonné zastoupení v České republice v současné době upravuje zejména občanský zákoník.

## Zákonné zastoupení obecně
Osoba, která není dostatečně vybavena k právnímu jednání, potřebuje pro účast v právním styku, aby za ni jednal někdo jiný – její zástupce. Stanoví-li v takovém případě nedostatečné způsobilosti přímo sám zákon, že určitá osoba jedná za jinou, aniž by k tomu bylo zapotřebí dalšího rozhodnutí nebo pověření, hovoří se o zákonném zastoupení. Jiným druhem zastoupení může být zastoupení na základě dohody o plné moci, kdy zmocnitel pověřuje jinou osobu, aby za něj jednala. Toto smluvní zastoupení se užívá v případě, kdy osoba nechce jednat sama, nebo jednat z nějakého důvodu nemůže, přičemž nejde o takový důvod, který by se dotýkal její právní způsobilosti a chce proto, aby za ni jednala jiná osoba. Vyžaduje-li to veřejný zájem či ochrana práv určité osoby, jmenuje jí svým rozhodnutím zástupce soud. Pak se zpravidla jedná o opatrovnictví, které se již za zákonné zastoupení nepovažuje (do 1. ledna 2014 právo zákonné zastoupení a opatrovnictví nerozlišovalo). Ve všech těchto případech přesto jde o tzv. přímé zastoupení, neboť z jednání zástupce vznikají práva a povinnosti přímo zastoupenému.
Zákonný zástupce jedná kvůli ochraně zájmů zastoupeného a naplnění jeho práv téměř ve všech věcech. Není ale oprávněn za zastoupeného právně jednat v záležitostech týkajících se vzniku a zániku manželství (uzavření manželství v zastoupení je možné na základě dohody o plné moci podle § 669 OZ), výkonu rodičovských povinností a práv, jakož i pořízení pro případ smrti nebo prohlášení o vydědění a jejich odvolání. Zpravidla mu také nesmí odejmout věc zvláštní obliby, jako je např. zděděná věc, oblíbená hračka apod. Zákonné zastoupení se vždy vykonává bez nároku na finanční náhradu, jestliže je ale spravováno jmění zastoupeného, může soud zákonnému zástupci přiznat přiměřenou odměnu (§ 457–462 OZ).

## Zákonné zastoupení v rodině
Zákonné zastoupení se uplatňuje zejména u nezletilých, kteří nejsou svéprávní v plném rozsahu a proto musí být v těch jednáních, ke kterým nejsou plně způsobilí, zastoupeni. Toto asi nejčastější zákonné zastoupení až do roku 2013 upravoval zákon o rodině, nyní je řešeno v rámci občanského zákoníku. Ten už sice výslovně nestanoví, kdo je zákonným zástupcem nezletilého dítěte, ale z právní úpravy (§ 892–895 OZ) bez jakýchkoli pochyb plyne, že jím jsou jeho rodiče. Ovšem za podmínky, že jsou plně svéprávní a jsou nositeli rodičovské odpovědnosti, která zahrnuje jak práva, tak i povinnosti, kam spadá nejen zastupování nezletilého, ale i správa jeho jmění. Došlo-li samozřejmě k osvojení, tj. přijala-li cizí osoba dítě za vlastní, o čemž rozhoduje na návrh osvojitele soud, pak rodičovská práva a povinnosti přecházejí na osvojitele, který se tak stává novým zákonným zástupcem dítěte (§ 832 OZ). V případě, že nezletilá osoba nemá rodiče (rodiče zemřeli, byli zbaveni rodičovské odpovědnosti, její výkon byl pozastaven nebo nemají plnou svéprávnost), není zastoupena ze zákona, ale na základě rozhodnutí soudu, který dítěti ustanoví poručníka, jenž v zásadě přejímá výkon rodičovských práv a povinností (§ 928 odst. 2 OZ). Jestliže nemůže o nezletilého pečovat rodič ani poručník, může soud dítě svěřit do osobní péče pěstounovi, který ovšem může dítě zastupovat pouze v běžných záležitostech (§ 966 odst. 2 OZ).
Oba rodiče jsou společnými zástupci dítěte, ale zároveň mohou za dítě jednat samostatně. Jedná-li jeden z rodičů sám vůči třetí osobě v dobré víře, vzniká vyvratitelná právní domněnka, že k tomu má souhlas druhého rodiče. V případě neshody rodičů při zastupování dítěte rozhodne o osobě zástupce i způsobu zastoupení sice soud, primárně však zákon předpokládá, že společné zastupování povede rodiče k dohodě, což je v nejlepším zájmu samotného dítěte. Zákonní zástupci zastupují dítě ve všech právních jednáních, ke kterým samo není plně způsobilé, neboť jeho vlastní jednání by jinak bylo absolutně neplatné. Výjimkou je ovšem situace, kdy by k tomu ve shodě se zvyklostmi soukromého života dostalo předchozí souhlas alespoň jednoho svého zákonného zástupce (§ 32 OZ). Jediná situace, kdy zastoupení dítěte rodičem není možné, nastává tehdy, pokud by mohlo dojít ke střetu zájmů dítěte a rodičů. Žádný z rodičů nemůže zastoupit své dítě ani ve věcech, při nichž by mohlo dojít ke střetu zájmů dětí týchž rodičů. Pro takové případy může soud stanovit dítěti kolizního opatrovníka, kterým obvykle bývá příbuzný dítěte nebo jiná jemu blízká osoba, případně soud ustanoví veřejného opatrovníka, jímž bývá obec (§ 471 odst. 2 a 3 OZ).
Kromě zákonného zastoupení nezletilého dítěte jeho rodiči je zastoupení založené částečně zákonem dáno i u zastoupení členem domácnosti (§ 49–54 OZ), tj. potomkem, předkem, sourozencem, manželem nebo partnerem, či osobou, která se zastoupeným žila ve společné domácnosti alespoň tři roky před zastoupením, a to je-li to nutné vzhledem k duševní poruše zastoupeného. Ke vzniku tohoto zastoupení je ale zapotřebí schválení soudu. Jediným dalším skutečným zákonným zastoupením v rámci rodinných vztahů je proto vzájemné zastoupení manželů v osobních věcech netýkajících se jejich rodiny (§ 696 OZ). Takové zastoupení, kdy jeden z manželů může bez dalšího jednat jménem a na účet zastoupeného manžela, který si dané záležitosti nemůže obstarat sám např. z důvodu nemoci nebo nepřítomnosti, ovšem vzniká jen pro běžné, obvyklé záležitosti (včetně majetkových nespadajících do společného jmění), pro důležitější a výjimečné věci je už zapotřebí výslovného zmocnění (plné moci).

## Další případy zákonného zastoupení

### Zastoupení právnické osoby
Právnická osoba je ze zákona zastoupena primárně členem svého statutárního orgánu. Jde o projev tzv. teorie fikce, podle níž právnické osoby neprojevují vlastní vůli a jejich jménem jednají pouze jejich zástupci (do roku 2013 bylo jednání statutárního orgánu jednáním právnické osoby). Toto generální oprávnění členů statutárního orgánu zastupovat právnickou osobu platí pro všechny záležitosti, ledaže rozsah jejich jednatelského oprávnění omezí zvláštní zákon (§ 164 OZ). Dostane-li se právnická osoba do likvidace, přechází působnost statutárního orgánu na likvidátora, který se tak stává novým zákonným zástupcem dané právnické osoby (§ 193 OZ). Naproti tomu jednání za dosud nevzniklou právnickou osobu (§ 127 OZ) se za zastoupení v pravém slova smyslu nepovažuje, neboť doposud neexistuje subjekt práva, který by mohl být zastoupen.
Zákonným zástupce právnické osoby jsou ale i její zaměstnanci, resp. členové (např. členové spolku či družstva) nebo členové jiného než statutárního orgánu, jestliže se nezapisuje do obchodního rejstříku (§ 166 OZ). Rozsah jejich zastupování však není neomezený, je dán charakterem jejich pracovního zařazení či funkce, přičemž v každém jednotlivém případě se posuzuje podle toho, jak by se obvykle jevil veřejnosti. Tento rozsah zaměstnavatel většinou specifikuje ve svých vnitřních předpisech, vůči třetím osobám jsou ale relevantní jen tehdy, jestliže s nimi mohly být seznámeny. Překročí-li zaměstnanec své zástupčí oprávnění, je právnická osoba zavázána, pouze pokud jeho jednání bez zbytečného odkladu schválí. V opačném případě je zaměstnanec zavázán sám a podle § 440 OZ také odpovídá za vzniklou škodu. U podnikatelů nicméně platí odlišný režim.

### Zastoupení podnikatele
V rámci zvláštních ustanovení upravuje občanský zákoník zastoupení podnikatele, které vzniká ze zákona za podmínek tam stanovených. Je-li podnikatel právnickou osobou, platí pro něj ovšem také zastoupení členem statutárního orgánu a s určitými výjimkami i jeho zaměstnanci.
Pověří-li podnikatel někoho při provozu obchodního závodu určitou činností, zastupuje tato osoba podnikatele ve všech jednáních, k nimž při této činnosti obvykle dochází (§ 430 odst. 1 OZ). Zákonné zastoupení tak zde vyplývá z předchozího pověření určitou „činností“, nikoli vlastním zastupováním. Pověření může být učiněno i neformálně, třeba i ústně, rozsah zástupčího oprávnění se však vždy odvozuje od tohoto pověření. Pověřená osoba tak může činit jen ta právní jednání, která jsou ve vztahu k jejímu pověření obvyklá, zatímco ostatní by mohla činit pouze na základě zvláštního smluvního ujednání (např. účetní nemůže bez dalšího rozhodovat o všech finančních otázkách).
Občanský zákoník upravuje také zastoupení podnikatele vedoucím odštěpného závodu. Ten je oprávněn zastupovat ode dne, kdy byl jako vedoucí odštěpného závodu zapsán do obchodního rejstříku, a to ve všech záležitostech týkajících se daného odštěpného závodu (§ 503 odst. 2 OZ).
Podnikatele kromě toho zavazuje i jednání jiné osoby v jeho provozovně (tzv. nezmocněný jednatel), pokud byla třetí osoba v dobré víře, že jednající je k jednání oprávněn (§ 430 odst. 2 OZ). V tomto případě však již nejde o zastoupení vyplývající ze zákona, ale o odpovědnost podnikatele za jednání jiných osob, než jsou jeho zástupci. Nedošlo-li ovšem k jednání v jeho provozovně, nebo nebyla-li třetí osoba v dobré víře v oprávnění dané jiné osoby jednat, podnikatel zavázán není. Naproti tomu je obvykle zavázán právním jednáním svého zástupce, včetně zaměstnanců, přestože ten své oprávnění překročí, ledaže třetí osoba o tomto překročení věděla nebo alespoň musela vědět (§ 431 OZ).